# Josh Kline
Josh Kline (Hoffman Estates, 29 dicembre 1989) è un giocatore di football americano statunitense che gioca nel ruolo di offensive tackle per i Minnesota Vikings della National Football League (NFL). Al college ha giocato a football coi Kent State Golden Flashes.

## Carriera professionistica

### New England Patriots
Dopo non essere stato scelto nel Draft NFL 2013, Kline firmò coi New England Patriots. Disputò la prima partita come titolare nella vittoria contro i Baltimore Ravens del 22 dicembre 2013. La sua prima stagione si chiuse con sette presenze. L'anno seguente disputò 12 partite di cui 12 come titolare. Nella finale della AFC contro gli Indianapolis Colts disputò la prima gara come partente nei playoff, coi Patriots che vinsero 45-7, qualificandosi per il Super Bowl XLIX, vinto contro i Seattle Seahawks.

### Tennessee Titans
L'8 settembre 2016, Kline firmò con i Tennessee Titans.

### Minnesota Vikings
Il 20 marzo 2019 Kline firmò un contratto triennale con i Minnesota Vikings.

## Palmarès

### Franchigia
- Super Bowl : 1

New England Patriots: XLIX
- American Football Conference Championship: 1

New England Patriots: 2014